# Брагилос
Брагилос (на гръцки: Βράγυλος) или Брагилай (Βραγύλαι, на латински: Bragylae) е античен град в Крестония, локализиран край кукушкото село Янешево (Металико), Гърция.
Селището е разположено на хълма Буюк тепе (Τρανός λόφος) на 1 km южно югоизточно от Янешево. Открита е керамика от историческите времена и останки от крепостни стени по периферията на хълма. В полето в подножието на хълма и в началото му има некропол с цистови гробове.
В 1996 година селището е обявено за защитен археологически паметник.